# Steal This Film
Steal This Film är en serie dokumentärfilmer som handlar om gräsrotsrörelsen för fildelning. Del ett handlar om The Pirate Bay, Piratbyrån och Piratpartiet.